# Šebíř (probošt)
Šebíř (lat. Severus) byl prvním známým proboštem kolegiátní kapituly v Mělníku od roku 1086 až do 20. října 1125.

## Životopis
O jeho životě se neví zhola nic. Byla mu věnována Kosmova kronika, v jejímž úvodu Kosmas rovněž podává zprávu o existenci mělnické kapituly a Šebíře popisuje jako "nadaného jak vědeckým vzděláním, tak i duševní schopností". Jeho nástupcem v Mělníku se stal Gervas.